# Leiophron xanthostigma
Leiophron xanthostigma är en stekelart som först beskrevs av Szepligeti 1914.  Leiophron xanthostigma ingår i släktet Leiophron och familjen bracksteklar. Inga underarter finns listade i Catalogue of Life.